# Jeongjong (Goryeo 1034–1046)
König Jeongjong (koreanisch 정종) (* 31. August 1018 in Kaesŏng, Königreich Goryeo; † 14. Juni 1046 in Kaesŏng, Goryeo) war während seiner Regierungszeit von 1034 bis 1046 der 10. König des Goryeo-Reiches und der Goryeo-Dynastie (고려왕조) (918–1392).

## Leben
Jeongjong war der zweite Sohn von König Hyeonjong (현종) und seine Mutter war Königin Wonseong (원성), die dem Ansan Kim Clan entstammte. Zu seiner Geburt bekam Jeongjong den Namen Wang Hu (왕후) verliehen.
Nach dem Tod seines Bruders König Deokjong (덕종) im Jahr 1034, folgte er ihm im Alter von 16 Jahren auf den Thron. Während seiner zwölfjährigen Regierungszeit war er mit drei Königinnen verheiratet, Königin Yongshin des Danju Han Clans (용신), Königin Yongui des Danju Han Clans (용의) und Königin Yongmok des Lee Clans (용목). Er pflegte Beziehungen zu zwei weiteren Damen des Hofes und hatte vier Söhne und eine Tochter, die bis auf einen Sohn den Status von Prinzen und Prinzessin hatte. Doch keiner seiner Söhne bekamen die Chance ihn später auf dem Thron zu beerben.
Über die Regierungszeit von König Jeongjong ist wenig bekannt. Dokumentiert ist aber, das er den Bau der Cheolli Jangseong (천리장성) (übersetzt: „Tausend Li Wall“), ein aus einer Steinmauer bestehender Verteidigungswall, der vom Fluss Yalu im Nordwesten des Landes bis an die Ostküste des Landes reichte und den sein Bruder König Deokjong (덕종) 1034 begonnen hatte errichten zu lassen, während der Regentschaft von König Jeongjong im Jahr 1044 beendet wurde. Auch ließ der 180 Kriegsschiffe voller Militärgüter vom Fluss Yeseonggang (예성강), heute Ryesonggang (례성강) genannt und dessen Mündungsgebiet in das Gelbe Meer nordwestliche vom heutigen Seoul gelegen ist, zur Grenzsicherung und Verteidigung gegenüber den Khitan der Liao-Dynastie in den Nordwesten des Landes transportieren.
Jeongjong starb am 14. Juni 1046. Die Umstände seines Todes sind nicht bekannt. Am 28. Juni 2016 gab die Regierung in Nordkorea bekannt, dass sie vermutlich Seolleung (숙릉), das Grab von König Jeongjong gefunden haben. Die zwei Gräber, die man entdeckt hatte, liegen rund 4 km nordöstlich des Stadtteils Haeseon-ri (해선리) der Stadt Kaesong-si (개성시).